# آلیونا لانسکایا
آلیونا لانسکایا (به انگلیسی: Alyona Lanskaya) (زاده ۷ سپتامبر ۱۹۸۵) خواننده بلاروسی است.
او در مسابقه آواز یوروویژن ۲۰۱۳ نماینده بلاروس بود.